# One Riverside Park
One Riverside Park es un rascacielos en 40 Riverside Boulevard en Riverside South, en el barrio Upper West Side de Manhattan, Nueva York (Estados Unidos). Posteriormente, su nombre se cambió a 50 Riverside Boulevard luego de informes de los medios relacionados con la una puerta de pobres. El edificio consta de 33 pisos que contienen 219 unidades residenciales.
El edificio fue diseñado por el estudio de arquitectura Goldstein, Hill & West Architects, quienes también diseñaron Aldyn y Ashley, también en Riverside Boulevard, además del desarrollo Silver Towers Manhattan. El edificio tiene un túnel que une a los residentes con La Palestra Athletic Club & Spa al lado en Aldyn.

## Localización
One Riverside Park es el último de los desarrollos exclusivamente residenciales en Riverside South, de ahí el nombre "uno" que indica su posición al comienzo de Riverside Boulevard. La dirección y la marca de One Riverside Park fueron registradas en abril de 2013 por Extell Development Company.
Al sur de One Riverside Park, al otro lado de 62nd Street, Riverside Center brindará servicios a los desarrollos de gran altura en el sitio de Riverside South. Riverside Center contará con 3.2 acres de espacio abierto, una nueva escuela pública K-8 y más de m² de comercios minoristas, tiendas y servicios.
El último desarrollo potencialmente restante del sitio de Riverside South sería la posible reubicación y soterramiento de la West Side Highway frente a One Riverside Park desde aproximadamente West 59th Street hasta West 72nd Street para facilitar una expansión de Riverside Park. Los planes para este trabajo en la carretera fueron aprobados por la Administración Federal de Carreteras en 2001. Sin embargo, dada la reconstrucción del viaducto de la carretera en la década de 1990, el desarrollo de la carretera adicional es incierto, al menos a corto plazo.

## Controversia
En 2013, Extell fue criticado por el New York Post y Gawker Media por construir entradas separadas para los inquilinos de condominios ricos y los inquilinos de viviendas asequibles, una puerta de pobres. El escritor del New York Post Steve Cuozzo dijo por su parte que dos entradas "no solo son legales, son legalmente requeridas".